# Cận trên đúng

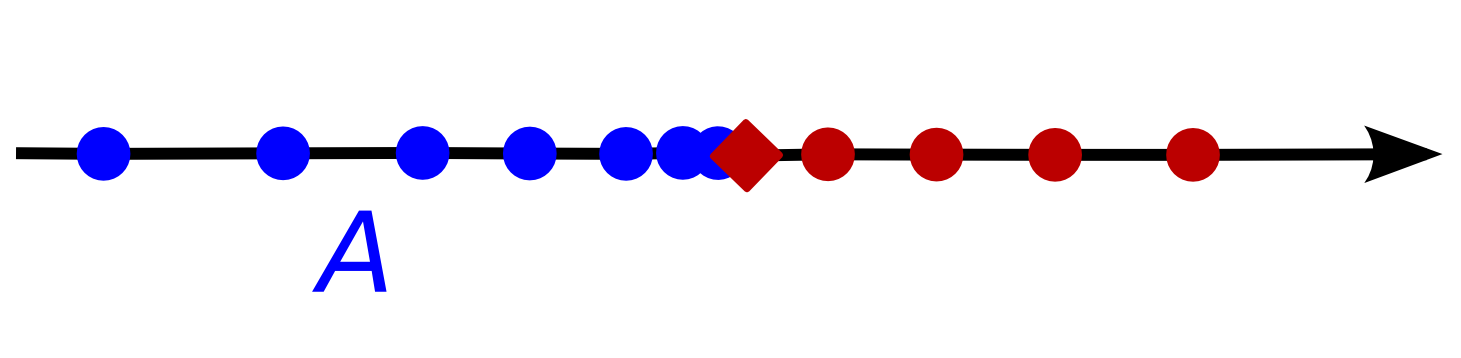
Một tập hợp A gồm các số thực (được vẽ bằng các chấm màu xanh), tập hợp các cận trên của A (các chấm màu đỏ), và giá trị nhỏ nhất của các cận trên này, tức là, cận trên đúng của A (được vẽ bằng một hình thoi màu đỏ).

Trong toán học, giả sử S là tập con của một tập được sắp một phần T, cận trên đúng  (sup) của S, nếu tồn tại, là phần tử nhỏ nhất củaT mà lớn hơn hoặc bằng với mọi phần tử của S. Chính vì thế, cận trên đúng còn được gọi là cận trên nhỏ nhất (least upper bound), lub hay LUB. Nếu cận trên đúng tồn tại, nó có thể thuộc hay không thuộc S. Nếu tồn tại, cận trên đúng là duy nhất.
Cận trên đúng thường được dùng cho các tập con của số thực, số hữu tỉ, hay cho bất kỳ một cấu trúc toán học nào mà trong đó có định nghĩa một cách rõ ràng khái niệm một phần tử " lớn-hơn-hay-bằng " một phần tử khác. Định nghĩa này dễ dàng được tổng quát hóa cho các tập hợp trừu tượng hơn trong lý thuyết sắp, mà ở đó người ta khảo sát các tập được sắp một phần bất kỳ.
Khái niệm cận trên đúng không trùng với các khái niệm như cận trên cực tiểu, phần tử cực đại, hay phần tử lớn nhất.

## Cận trên đúng của một tập các số thực
Trong giải tích, cận trên đúng hay cận trên nhỏ nhất của một tập các số thực S được ký hiệu là sup(S) và được định nghĩa là số thực nhỏ nhất mà lớn hơn hoặc bằng với mọi số trong S. Một tính chất quan trọng của tập số thực là tính đủ: mọi tập con không rỗng của tập số thực mà bị chặn trên thì có một cận trên đúng và cận trên đúng này cũng là một số thực.

### Các ví dụ
{\displaystyle \sup \,\{1,2,3\}=3\,}
{\displaystyle \sup \,\{x\in \mathbb {R} :0<x<1\}=\sup \,\{x\in \mathbb {R} :0\leq x\leq 1\}=1\,}
{\displaystyle \sup \,\{(-1)^{n}-{\frac {1}{n}}:n\in \mathbb {N} ^{*}\}=1\,}
{\displaystyle \sup \,\{a+b:a\in A{\mbox{ and }}b\in B\}=\sup(A)+\sup(B)\,}
{\displaystyle \sup \,\{x\in \mathbb {Q} :x^{2}<2\}={\sqrt {2}}\,}
Trong ví dụ cuối cùng, cận trên đúng của một tập hữu tỉ là một số vô tỉ, điều này cho thấy tập các số hữu tỉ là không đủ.
Một tính chất cơ bản của cận trên đúng là
{\displaystyle \sup \,\{f(t)+g(t):t\in A\}\leq \sup \,\{f(t):t\in A\}+\sup \,\{g(t):t\in A\}}
với f and g là các phiếm hàm bất kỳ.
Hơn nữa, nếu chúng ta định nghĩa sup(S) = −∞ nếu S là rỗng và sup(S) = +∞ nếu S không bị chặn trên, khi đó mọi tập gồm các số thực sẽ có một cận trên đúng trong một hệ thống số thực mở rộng theo kiểu afin.
{\displaystyle \sup \mathbb {Z} =\infty \,}
{\displaystyle \sup \varnothing =-\infty \,}
Nếu cận trên đúng của một tập hợp lại thuộc tập hợp đó, thì nó chính là phần tử lớn nhất của tập hợp đó. Khái niệm phần tử cực đại cũng có thể dùng ở đây vì nó đồng nghĩa với khái niệm phần tử lớn nhất chừng nào ta vẫn còn giới hạn đối tượng khảo sát là các số thực hay với bất kỳ một tập được sắp toàn phần nào đó.
Để chứng minh rằng a = sup(S), người ta thường chỉ ra a là một cận trên của S và bất kỳ một cận trên nào của S đều lớn hơn a. Một cách khác tương đương, ta có thể chỉ ra a là một cận trên của S và bất kỳ một số nào nhỏ hơn a đểu không thể là cận trên của S.

## Cận trên đúng trong các tập được sắp một phần
Cận trên đúng là một khái niệm quan trọng trong lý thuyết sắp, và trong lý thuyết này chúng được mang tên là nối (đặc biệt trong lý thuyết dàn). Như trong trường hợp đặc biệt các số thực mà ta vừa khảo sát ở trên, cận trên đúng của một tập hợp nào đó chẳng qua là phần tử nhỏ nhất của tập các cận trên của nó, với điều kiện tồn tại một phần tử như vậy.
Một cách hình thức, chúng ta có thể phát biểu: Cho tập con S của một tập được sắp một phần bất kỳ (P, ≤), một cận trên đúng hay cận trên nhỏ nhất của S là phần tử u trong P sao cho
1. x ≤ u với mọi x trong S, và
2. với bất kỳ v trong P thỏa x ≤ v với mọi x trong S cũng sẽ thỏa u ≤ v.

Như vậy cận trên đúng sẽ không tồn tại nếu không có cận trên, hay nếu tập hợp các cận trên có hai hay nhiều phần tử mà trong đó không thể xác định được phần tử nào là nhỏ nhất. 
Dễ dàng chứng minh được rằng, nếu S có một cận trên đúng, khi đó cận trên đúng này là duy nhất (phần tử nhỏ nhất trong một tập được sắp một phần, nếu có, phải là duy nhất): nếu u1 và u2 đều là cận trên đúng của S thì dẫn đến u1 ≤ u2 và u2 ≤ u1, đồng thời do ≤ là bất đối xứng, ta suy ra u1 = u2.
Nếu cận trên đúng tồn tại, nó có thể thuộc hoặc không thuộcS. Nếu S chứa một phần tử lớn nhất, thì phần tử ấy chính là cận trên đúng; và nếu không, thì cận trên đúng nếu có sẽ không thuộc S.
Khái niệm đối ngẫu với cận trên đúng là cận dưới lớn nhất mà được gọi là cận dưới đúng và cũng còn được gọi là gặp.
Nếu cận trên đúng của một tập S tồn tại, nó được ký hiệu là sup(S) hay, trong lý thuyết sắp thường dùng ký hiệu {\displaystyle \vee }S. Cũng vậy, cận dưới đúng được ký hiệu là inf(S) hay {\displaystyle \wedge }S. Trong lý thuyết dàn, người ta thường sử dụng các cận dưới đúng/gặp và cận trên đúng/nối như là các toán tử nhị phân; trong trường hợp này {\displaystyle a\vee b=Sup~\{a,b\}} (cũng tương tự cho cận dưới đúng).
Một dàn đủ là một tập được sắp một phần mà tất cả các tập con của nó đều có một cận trên đúng (nối) và cận dưới đúng (gặp).
Các phần dưới đây sẽ tập trung vào việc phân tích sự khác nhau giữa cận trên đúng, các phần tử cực đại, các cận trên cực tiểu. Vì một cận trên đúng có thể không tồn tại, việc phân lớp các tập được sắp một phần thành các kiểu tập con sao cho đảm bảo có cận trên đúng là một công việc được đặc biệt quan tâm. Điều này đưa đến khái niệm gọi là tính chất đủ và nhiều định nghĩa cho các tập được sắp một phần đặc biệt.

## So sánh với các khái niệm sắp khác

### Phần tử lớn nhất
Sự khác biệt giữa phần tử lớn nhất với cận trên đúng của một tập hợp là phần tử lớn nhất phải là một phần tử thuộc tập đó, còn cận trên đúng thì không cần. Lấy ví dụ, xét tập các số thực âm. Vì 0 không phải là số âm, tập này không có phần tử lớn nhất: với mọi phần tử của tập các số thực âm, luôn có phần tử lớn hơn. Cụ thể, với bất kỳ một số thực âm x, có một số thực âm x/2, lớn hơn x. Mặt khác, cận trên của tập các số thực âm rõ ràng là một tập con của tập số thực bao gồm tất cả các số thực lớn hơn hay bằng 0. Vậy, 0 là cận trên nhỏ nhất của tập số thực âm và do đó cận trên đúng là 0.
Nói chung, tình huống này xảy ra cho tất cả các tập con mà không có phần tử lớn nhất. Ngược lại, nếu một tập chứa phần tử lớn nhất thì nó cũng sẽ có cận trên đúng chính bằng phần tử lớn nhất đó.

### Phần tử cực đại
Để có một ví dụ trong đó không có phần tử lớn nhất mà lại có một số phần tử cực đại, ta khảo sát tập gồm tất cả các tập con của tập số tự nhiên (gọi là tập lũy thừa).Chúng ta dùng khái niệm bao hàm khá thông dụng để làm toán tử sắp, tức là chúng ta sẽ gọi một tập A lớn hơn tập B nếu A chứa tất cả các phần tử của tập B.Bây giờ, chúng ta xét tập S gồm tất cả các tập mà chứa nhiều nhất là mười số tự nhiên. Tập S có nhiều phần tử cực đại, tức là các phần tử mà trong đó không có phần tử nào lớn hơn nó. Thật vậy, mọi tập có mười phần tử đều là cực đại. Tuy nhiên, cận trên đúng (duy nhất và do đó là nhỏ nhất) của S là tập chứa tất cả các số tự nhiên. Người ta có thể tính cận trên nhỏ nhất của một phần tử của một tập lực lượng (tức là một tập hợp gồm các tập hợp) bằng cách đơn giản là lấy hợp của tất cả các phần tử của nó.

### Cận trên cực tiểu
Cuối cùng, một tập có thể có nhiều cận trên cực tiểu nhưng lại không có một cận trên bé nhất (chú ý rằng các khái niệm "cực tiểu" và "nhỏ nhất" đang được dùng theo nghĩa chính xác toán học của chúng, chứ không phải theo nghĩa thông dụng hàng ngày). Các cận trên cực tiểu là những cận trên mà không có cận trên nào nhỏ hơn nó. Điều này không có nghĩa là mỗi cận trên cực tiểu sẽ nhỏ hơn mọi cận trên khác, chẳng qua là nó không lớn hơn các cận trên khác mà thôi. Sự khác nhau giữa "cực tiểu" and "nhỏ nhất" chỉ xảy ra trong trường hợp toán tử sắp đang xét là không phải là toán tử sắp toàn phần. Trong một tập được sắp toàn phần, giống như tập số thực đã nêu ở trên, hai khái niệm này là giống nhau.
Lấy ví dụ, giả sử S là tập gồm tất cả các tập con hữu hạn của các số tự nhiên và chúng ta xét một tập được sắp một phần sinh ra bằng cách ghép tất cả các tập của S với tập các số nguyênZ và tập các số thực dương R+, còn toán tử sắp thì chúng ta chọn toán tử bao hàm thông dụng mà đã trình bày ở trên. Khi đó rõ ràng cả Z và R+ đều lớn hơn tất cả các tập hữu hạn của các số tự nhiên. Nhưng, R+ không nhỏ hơn Z và Z cũng không nhỏ hơn R+: như vậy cả hai tập này đều là cận trên cực tiểu nhưng cả hai chẳng phải là cận trên đúng.

## Tính chất cận-trên-nhỏ-nhất
Tính chất cận-trên-nhỏ-nhất  là một ví dụ về tính chất đủ mà rất đặc trưng cho tập các số thực. Đôi khi nó có được gọi là tính đủ Dedekind.
Nếu một tập được sắp S có tính chất là mọi tập con không rỗng của nó có một cận trên thì cũng có cận trên đúng thì S được gọi là có tính chất cận-trên-nhỏ-nhất. Như đã trình bày ở trên, tập R các số thực có tính chất cận-trên-nhỏ-nhất. Tương tự, tập Z các số nguyên cũng có tính chất cận-trên-nhỏ-nhất, nếu S là tập con không rỗng của Z và có một số n sao cho mọi phần tử s của S nhỏ hơn hay bằng n,khi đó có một cận trên nhỏ nhất u của S, đó là một cận trên của S và nhỏ hơn hay bằng mọi cận trên khác của S. Một tập được sắp tốt cũng có tính chất cận-trên-nhỏ-nhất.
Một ví dụ về một tập không có tính chất cận-trên-nhỏ-nhất là Q, tập số hữu tỉ. Giả sử S là tập các số hữu tỉ q sao cho q2 < 2. Dễ thấy S có một cận trên (chẳng hạn là 6) nhưng không có cận trên nhỏ nhất trong Q. Giả sử p ∈ Q là một cận trên của S, tức p2 > 2. Khi đó chọn q = (2p+2)/(p + 2) thì q cũng là cận trên của S, và q < p. (Để chứng minh điều này, cần lưu ý rằng q = p − (p2 − 2)/(p + 2), và p2 − 2 là một số dương.)
Có ‘tính chất cận-dưới-lớn-nhất’ tương ứng với ‘tính-chất-cận-trên-nhỏ-nhất’; một tập được sắp có tính chất cận-dưới-lớn-nhất khi và chỉ khi nó cũng có tính-chất-cận-trên-nhỏ-nhất; cận-trên-nhỏ-nhất của tập gồm các cận dưới của một tập là cận-dưới-lớn-nhất, và cận-dưới-lớn-nhất của tập gồm các cận trên của một tập là cận-trên-nhỏ-nhất của tập đó.
Nếu trong một tập được sắp từng phần P, mọi tập con bị chặn của nó đều có cận trên đúng, thì điều này cũng áp dụng được cho mọi tập X, trong không gian hàm chứa tất cả các hàm từ X đến P, trong đó quy định f ≤ g nếu và chỉ nếu f(x) ≤ g(x) với mọi x trong X. Lấy ví dụ, điều này áp dụng cho các hàm thực, và từ đó có thể khảo sát cho các trường hợp hàm đặc biệt, cho ống-n-thực và dãy các số thực.